# 미나 (가수)
미나(1977~)는 대한민국의 가수다.  대영A/V 기획사 소속이었고 1999년 싱글 《내안의 사랑》으로 정식 데뷔했다. 1집 앨범에는 Mina 와 미나 본명으로 활동하였다. 현재는 혼인하여 세 자녀를 두고있다.

## 방송
- 슈퍼 디바 2012 (2012)  참여

## 음반
- 티노 정규앨범 《심애(深愛)》 수록곡 <오겠죠?> 보컬 (1997)
- 내안의 사랑 (1999) Mina 1집 앨범 발매
- 스타크래프트 O.S.T  <너란걸 느꼈어> 참여’ (2000)
- MBC 이브의 모든 것 O.S.T  <지금처럼만>  참여
- The 1st History Of IMV 2000 앨범 수록 (2000)
- Love (러브) (2001) 앨범 수록
- KBS 내사랑 누굴까 O.S.T <Shine> 참여 (2002)
- MBC 드라마 장미의전쟁 O.S.T ‘왜 모르나요’ (2004)
- 영화 내사랑싸가지 O.S.T 참여  ‘노비야’ (2004)
- 2014 TRINITY WORSHIP AGAIN 트리니티 워십 어게인  ‘예수 가장 귀한 그이름’  참여

## 기타
월드컵 미나보다 먼저 활동하였으며 전혀 다른 인물이다.